# Stavanger Storsenter
Stavanger Storsenter er et indkøbscenter i Stavanger centrum, Norge. Storcentret har 70 butikker, hvilket gør det til det største i Stavanger, fordelt på fire bygninger, hvoraf to af bygningerne er koblet sammen med en bro. Det ejes af Steen & Strøm.
Indkøbscentret består af de tidligere storcentre Arkaden og Torgterassen, samt dele af Hetland Sparebanks tidligere lokaler.